# Каталино
Каталино (укр. Каталине) — село в Очаковском районе Николаевской области Украины.
Население по переписи 2001 года составляло 138 человек. Почтовый индекс — 57540. Телефонный код — 805154. Занимает площадь 0,46 км².

## Местный совет
57540, Николаевская обл., Очаковский р-н, с. Парутино, ул. Ленина, 17а